# Nerine
Nerine (lat. Nerine), rod lukovičastih geofita iz porodice zvanikovki, dio podtribusa Strumariinae. Postoji 25 priznatih vrsta na jugu Afrike (JAR, Bocvana, Namibija, Lesoto, Esvatini, Zimbabve), a neke su uvezene i u Francusku i Veliki Britaniju.
Rod je opisan u Botanical Magazine 47: , t. 2124. 1820. Tipična vrsta je N. sarniensis, lukovičasta trajnica iz Južne Afrike koja je naturalizirana u Francuskoj, Azorima i Madeiri.

## Vrste
1. Nerine angustifolia (Baker) W.Watson
2. Nerine appendiculata Baker
3. Nerine bowdenii W.Watson
4. Nerine filamentosa W.F.Barker
5. Nerine filifolia Baker
6. Nerine frithii L.Bolus
7. Nerine gaberonensis Bremek. & Oberm.
8. Nerine gibsonii K.H.Douglas
9. Nerine gracilis R.A.Dyer
10. Nerine hesseoides L.Bolus
11. Nerine humilis (Jacq.) Herb.
12. Nerine krigei W.F.Barker
13. Nerine laticoma (Ker Gawl.) T.Durand & Schinz
14. Nerine macmasteri G.D.Duncan
15. Nerine marincowitzii Snijman
16. Nerine masoniorum L.Bolus
17. Nerine pancratioides Baker
18. Nerine platypetala McNeil
19. Nerine pudica Hook.f.
20. Nerine pusilla Dinter
21. Nerine rehmannii (Baker) L.Bolus
22. Nerine ridleyi E.Phillips
23. Nerine sarniensis (L.) Herb.
24. Nerine transvaalensis L.Bolus
25. Nerine undulata (L.) Herb.
26. Nerine × versicolor Herb.

## Sinonimi
- Elisena M.Roem.
- Galatea Herb.
- Imhofia Heist.
- Laticoma Raf.
- Loxanthes Salisb.